# Newzealandia
Newzealandia ist eine Gattung der Landplanarien, die in Neuseeland gefunden wurde.

## Merkmale
Individuen der Gattung Newzealandia weisen keine Penispapille auf. In die Geschlechtshöhle sind einige Drüsen eingebettet. Diese Drüsen zeigen eine Ähnlichkeit zum Adenodaktyl, einer penisartigen Struktur, die bei der nah verwandten Gattung Artioposthia vorhanden ist und dort in die Geschlechtshöhle hervorragt.

## Etymologie
Der Gattungsname Newzealandia leitet sich von ihrem Verbreitungsgebiet Neuseeland ab.

## Arten
Zu der Gattung Newzealandia gehören die folgenden Arten:
- Newzealandia agricola (Dendy, 1895)
- Newzealandia graffii (Dendy, 1895)
- Newzealandia inaequabilis (Fyfe, 1956)
- Newzealandia inequalistriata (Dendy, 1895)
- Newzealandia iris (Dendy, 1896)
- Newzealandia moseleyi (Hutton, 1880)